# Thomas Högstedt
Thomas Högstedt, född 21 september 1963 i Malmö, är en svensk tennisspelare.
Han är uppväxt i Mariestad med sina två bröder som båda också spelade tennis. Det var en brödrakamp som ledde till Thomas framgång inom tennisen. Han ville hela tiden vara bäst, och fick på så sätt hårt motstånd från sina bröder. Thomas Högstedt är före detta tennisproffs och tränare på ATP-touren, idag tränar han på WTA-touren. Han nådde som högst plats 38 på världsrankingen i singel (den 19 september 1983) och 408 i dubbel (den 9 juli 1984). Den gänglige och hårtslående Högstedt vann pojksingeln i US Open 1981, men det blev bara en turneringsseger (Ferarra, Italien, 1983) på ATP-touren. Han nådde trots det upp till 89-152 i sammanlagt matchfacit i singel, vilket gav honom drygt $600 000 i prispengar. Högstedt går under smeknamnet "Hogge" på proffstouren. Han har tränat bland annat Nicolas Kiefer och Tommy Haas. Dessa två spelare har båda varit rankade top 10 i världen.
Senare har han tränat Kaia Kanepi, Na Li och Maria Sharapova på WTA-touren, alla rankade som topp 15 i världen. Dessutom har han tränat en ung Caroline Wozniacki samt den unge då lovande talangen Marlon Värnik.